# Star Wars (bande dessinée)
Pour les articles homonymes, voir Star Wars (homonymie).
Les bandes dessinées Star Wars ont été éditées en français par Dark Horse France entre 1996 et 1998, puis par les éditions Delcourt à partir de 1999. Elles traduisent les comics américains publiés par Dark Horse sous licence de LucasBooks. Delcourt a réédité tous les albums de Dark Horse France.
En 2012, c'est Panini Comics qui reprend l'édition des bandes dessinées à la suite du rachat de Lucasfilm par The Walt Disney Company.
La saga Star Wars en bandes dessinées est constituée de nombreuses séries ainsi que de deux magazines (Star Wars, la saga en BD et Star Wars, The Clone Wars). Les séries sont réparties à diverses époques de la chronologie Star Wars.

## Univers officiel
À la suite du rachat de Lucasfilm en 2012 par The Walt Disney Company et l'annonce immédiate d'une nouvelle trilogie située post-Retour du Jedi dans la chronologie Star Wars, la décision est prise de rompre avec l'univers étendu et de proposer une alternative plus fidèle à la vision de George Lucas ainsi qu'à l'univers des films. En effet, l'univers étendu détaillait déjà les événements au-delà de l'Épisode VI de la saga par de nombreuses séries de comics et de romans. L'orientation scénaristique de cette troisième trilogie n'étant pas celle de l'univers étendu, Disney a donc choisi de séparer les deux univers (une décision qui est toujours vivement débattue au sein de la communauté Star Wars puisque beaucoup de fans étaient attachés à l'univers étendu).
Dès lors, toutes les anciennes parutions allant de 1977 à août 2014 sont placées sous le label « Star Wars Légendes » et les comics Star Wars sont rapatriés sous l'aile de Marvel Comics et de son partenaire européen Panini Comics, filiale de la célèbre maison d'édition de stickers à collectionner. Les éditions françaises Delcourt, qui éditaient les comics de l'univers étendu se trouvent donc en fâcheuse posture mais parviennent à signer un contrat visant à faire des rééditions de ce même univers, désormais appelé « Star Wars Légendes », à travers des Intégrales et à pouvoir publier en France les albums de l'univers officiel des éditions américaines IDW Publishing à destination de la jeunesse.
Mais début juin 2020, coup de théâtre : l'éditeur français annonce ne pas avoir pu reconduire son accord avec Disney en raison d'un différend financier et que toutes les parutions et rééditions prévues se trouvent compromises. Passé 2020, plus aucun contenu Star Wars ne sera publié et le duo devenu légendaire Delcourt/Star Wars prendra fin, une immense déception pour les fans.
Le 14 août 2021, Panini annonce sur Twitter que l'intégralité des comics appelés « Star Wars Légendes » seront réédités à partir du mois de novembre 2021 dans de nouveaux formats.

### Panini Comics par série

Éditions Panini Comics

Depuis 2015, Panini Comics édite en France des comics Star Wars (Marvel aux États-Unis) dans sa collection 100% Star Wars qui est comprise dans l'univers Canon (le contenu reconnu comme officiel par Lucasfilm).
Les épisodes des séries principales comme Star Wars (2015-2020), Dark Vador (2015-2017), Docteur Aphra (2017-2021) et Dark Vador – Le Seigneur Noir des Sith (2018-2019) entre autres, sont publiés une première fois en français dans le magazine bimestriel Star Wars[réf. nécessaire]. Panini les regroupe ensuite dans des volumes de sa collection 100% Star Wars. Toutefois, certains numéros (des hors-séries et des numéros annuels le plus souvent), présents dans les magazines, ne sont pas ensuite réédités dans les albums de la collection.
Plusieurs séries comme Star Wars, Dark Vador, ou encore Docteur Aphra ont vu leurs numérotations des tomes repartir à zéro pour marquer qu'ils se situent après les événements de L'Empire contre-attaque.
Ci-dessous la liste des différents albums parus depuis le mois d'octobre 2015 :
| Titre et description de la série | N° du tome  | Parution en France | Nom du tome, contenu et notes | Épisodes                                         |
| --- | ----------- | ------------------ | --- | ------------------------------------------------ |
| Star Wars (2015-2020) Série complète en 13 tomes où l'on suit les aventures de Luke, Leia et Han entre Un nouvel espoir et L'Empire contre-attaque. | Tome 1      | 07/10/15           | Skywalker Passe à l’Attaque | 1 à 6                                            |
| Star Wars (2015-2020) Série complète en 13 tomes où l'on suit les aventures de Luke, Leia et Han entre Un nouvel espoir et L'Empire contre-attaque. | Tome 2      | 04/05/16           | Épreuve de Force sur Nar Shaddaa + Extrait du Journal du Vieux Ben Kenobi | 7 à 12                                           |
| Star Wars (2015-2020) Série complète en 13 tomes où l'on suit les aventures de Luke, Leia et Han entre Un nouvel espoir et L'Empire contre-attaque. | Tome 3      | 09/11/16           | Prison Rebelle + Extrait du Journal du Vieux Ben Kenobi + Annuel 1 | 15 à 20 + Annuel 1                               |
| Star Wars (2015-2020) Série complète en 13 tomes où l'on suit les aventures de Luke, Leia et Han entre Un nouvel espoir et L'Empire contre-attaque. | Tome 4      | 14/06/17           | Le Dernier Vol du Harbinger + Extrait du Journal du Vieux Ben Kenobi | 21 à 25                                          |
| Star Wars (2015-2020) Série complète en 13 tomes où l'on suit les aventures de Luke, Leia et Han entre Un nouvel espoir et L'Empire contre-attaque. | Tome 5      | 29/11/17           | La Guerre Secrète de Yoda + Annuel 2 | 26 à 30 + Annuel 2                               |
| Star Wars (2015-2020) Série complète en 13 tomes où l'on suit les aventures de Luke, Leia et Han entre Un nouvel espoir et L'Empire contre-attaque. | Tome 6      | 16/08/18           | Des Rebelles Naufragés + Annuel 3 | 33 à 37 + Annuel 3                               |
| Star Wars (2015-2020) Série complète en 13 tomes où l'on suit les aventures de Luke, Leia et Han entre Un nouvel espoir et L'Empire contre-attaque. | Tome 7      | 06/03/19           | Les Cendres de Jedha | 38 à 43                                          |
| Star Wars (2015-2020) Série complète en 13 tomes où l'on suit les aventures de Luke, Leia et Han entre Un nouvel espoir et L'Empire contre-attaque. | Tome 8      | 04/09/19           | Mutinerie sur Mon Cala | 44 à 49                                          |
| Star Wars (2015-2020) Série complète en 13 tomes où l'on suit les aventures de Luke, Leia et Han entre Un nouvel espoir et L'Empire contre-attaque. | Tome 9      | 27/11/19           | La Mort de l’Espoir | 50 à 55                                          |
| Star Wars (2015-2020) Série complète en 13 tomes où l'on suit les aventures de Luke, Leia et Han entre Un nouvel espoir et L'Empire contre-attaque. | Tome 10     | 08/07/20           | La Fuite | 56 à 61                                          |
| Star Wars (2015-2020) Série complète en 13 tomes où l'on suit les aventures de Luke, Leia et Han entre Un nouvel espoir et L'Empire contre-attaque. | Tome 11     | 19/08/20           | Le Châtiment de Shu-Torun | 62 à 67                                          |
| Star Wars (2015-2020) Série complète en 13 tomes où l'on suit les aventures de Luke, Leia et Han entre Un nouvel espoir et L'Empire contre-attaque. | Tome 12     | 21/10/20           | Rebelles et renégats | 68 à 72                                          |
| Star Wars (2015-2020) Série complète en 13 tomes où l'on suit les aventures de Luke, Leia et Han entre Un nouvel espoir et L'Empire contre-attaque. | Tome 13     | 30/12/20           | Les sabres jumeaux | 73 à 75 + Annual 4                               |
| Star Wars (2021-En cours) Série en cours où l'on suit les aventures de Luke, Leia et Lando après les évènements de L'Empire contre-attaque. | Tome 1      | 23/06/21           | La voie du destin | 1 à 6 + récit one-shot d'Empire Ascendant (2020) |
| Star Wars (2021-En cours) Série en cours où l'on suit les aventures de Luke, Leia et Lando après les évènements de L'Empire contre-attaque. | Tome 2      | 10/11/21           | Opération flambeau | 7 à 12                                           |
| Dark Vador (2015-2017) Se déroulant entre Un nouvel espoir et L'Empire contre-Attaque, série complète en 4 tomes où Vador est rétrogradé et découvre qu'il a un fils. Le Sith met tout en œuvre pour retrouver son rejeton et ses privilèges en affrontant de nouveaux rivaux. Cette mini-saga suit en parallèle les évènements de Star Wars (2015) et introduit le personnage du Docteur Aphra dans sa série éponyme. | Tome 1      | 07/10/15           | Vador | 1 à 6                                            |
| Dark Vador (2015-2017) Se déroulant entre Un nouvel espoir et L'Empire contre-Attaque, série complète en 4 tomes où Vador est rétrogradé et découvre qu'il a un fils. Le Sith met tout en œuvre pour retrouver son rejeton et ses privilèges en affrontant de nouveaux rivaux. Cette mini-saga suit en parallèle les évènements de Star Wars (2015) et introduit le personnage du Docteur Aphra dans sa série éponyme. | Tome 2      | 04/05/16           | Ombres et Mensonges | 7 à 12                                           |
| Dark Vador (2015-2017) Se déroulant entre Un nouvel espoir et L'Empire contre-Attaque, série complète en 4 tomes où Vador est rétrogradé et découvre qu'il a un fils. Le Sith met tout en œuvre pour retrouver son rejeton et ses privilèges en affrontant de nouveaux rivaux. Cette mini-saga suit en parallèle les évènements de Star Wars (2015) et introduit le personnage du Docteur Aphra dans sa série éponyme. | Tome 3      | 09/11/16           | La Guerre de Shu-Torun + Annuel 1 | 16 à 19 + Annuel 1                               |
| Dark Vador (2015-2017) Se déroulant entre Un nouvel espoir et L'Empire contre-Attaque, série complète en 4 tomes où Vador est rétrogradé et découvre qu'il a un fils. Le Sith met tout en œuvre pour retrouver son rejeton et ses privilèges en affrontant de nouveaux rivaux. Cette mini-saga suit en parallèle les évènements de Star Wars (2015) et introduit le personnage du Docteur Aphra dans sa série éponyme. | Tome 4      | 14/06/17           | En Bout de Course | 21 à 25                                          |
| Dark Vador (2021-En cours) Série se situant après les évènements de L'Empire contre-attaque. | Tome 1      | 09/06/21           | Le cœur sombre des Sith | 1 à 5 + récit one-shot d'Empire Ascendant (2020) |
| Dark Vador (2021-En cours) Série se situant après les évènements de L'Empire contre-attaque. | Tome 2      | 10/11/21           | Dans le creuset | 6 à 11                                           |
| Vador – Abattu | Crossover   | 07/09/16           | Ce tome est un crossover entre les séries Star Wars (2015-2020) et Dark Vador (2015-2017).                                                                                                | 1 à 6                                            |
| Docteur Aphra (2017-2021) Série complète en 7 tomes se situant entre Un nouvel espoir et L'Empire contre-attaque narrant les aventures de Chelli Aphra, une archéologue et pilleuse hors du commun, introduite dans Dark Vador (2015). | Tome 1      | 29/11/17           | Aphra + Doctor Aphra Bonus | 1 à 6 + Bonus                                    |
| Docteur Aphra (2017-2021) Série complète en 7 tomes se situant entre Un nouvel espoir et L'Empire contre-attaque narrant les aventures de Chelli Aphra, une archéologue et pilleuse hors du commun, introduite dans Dark Vador (2015). | Tome 2      | 12/09/18           | L’Énorme Magot | 9 à 13                                           |
| Docteur Aphra (2017-2021) Série complète en 7 tomes se situant entre Un nouvel espoir et L'Empire contre-attaque narrant les aventures de Chelli Aphra, une archéologue et pilleuse hors du commun, introduite dans Dark Vador (2015). | Tome 3      | 03/04/19           | Hiérarchisation | 14 à 19                                          |
| Docteur Aphra (2017-2021) Série complète en 7 tomes se situant entre Un nouvel espoir et L'Empire contre-attaque narrant les aventures de Chelli Aphra, une archéologue et pilleuse hors du commun, introduite dans Dark Vador (2015). | Tome 4      | 27/11/19           | Un Plan Catastrophique | 20 à 25                                          |
| Docteur Aphra (2017-2021) Série complète en 7 tomes se situant entre Un nouvel espoir et L'Empire contre-attaque narrant les aventures de Chelli Aphra, une archéologue et pilleuse hors du commun, introduite dans Dark Vador (2015). | Tome 5      | 09/09/20           | Les Pires du Pire + Annuel 2 | 26 à 31 + Annuel 2                               |
| Docteur Aphra (2017-2021) Série complète en 7 tomes se situant entre Un nouvel espoir et L'Empire contre-attaque narrant les aventures de Chelli Aphra, une archéologue et pilleuse hors du commun, introduite dans Dark Vador (2015). | Tome 6      | 12/11/20           | L'Effroyable Super-Arme Rebelle | 32 à 36                                          |
| Docteur Aphra (2017-2021) Série complète en 7 tomes se situant entre Un nouvel espoir et L'Empire contre-attaque narrant les aventures de Chelli Aphra, une archéologue et pilleuse hors du commun, introduite dans Dark Vador (2015). | Tome 7      | 17/03/21           | La fin d'une vaurienne | 37 à 40 + Annuel 3                               |
| Docteur Aphra (2021-En cours) Série se situant après les événements de L'Empire contre-attaque. | Tome 1      | 18/08/21           | Destin et fortune | 1 à 5                                            |
| Docteur Aphra (2021-En cours) Série se situant après les événements de L'Empire contre-attaque. | Tome 2      | 29/12/21           | Le réacteur | 6 à 10                                           |
| Bounty Hunters (2021-En cours) | Tome 1      |                    | Les plus dangereux de la galaxie | 1 à 5 + récit one-shot d'Empire Ascendant (2020) |
| Bounty Hunters (2021-En cours) | Tome 2      |                    | Cible : Valance | 6 à 11                                           |
| La Haute République (2021-En cours) Histoire prenant place 200 ans avant les événements de La Menace fantôme. Panini innove et propose des minis bandes dessinées ne contenant que deux épisodes adaptés de la VO (au lieu de cinq à sept épisodes). L'objectif est de pouvoir proposer aux lecteurs francophones plus rapidement les histoires de la Haute République qui font notamment écho aux récits des romans.  | Tome 1      | 12/05/2021         | Ordalie | 1 et 2                                           |
| La Haute République (2021-En cours) Histoire prenant place 200 ans avant les événements de La Menace fantôme. Panini innove et propose des minis bandes dessinées ne contenant que deux épisodes adaptés de la VO (au lieu de cinq à sept épisodes). L'objectif est de pouvoir proposer aux lecteurs francophones plus rapidement les histoires de la Haute République qui font notamment écho aux récits des romans.  | Tome 2      | 15/07/2021         | Dans les profondeurs | 3 et 4                                           |
| La Haute République (2021-En cours) Histoire prenant place 200 ans avant les événements de La Menace fantôme. Panini innove et propose des minis bandes dessinées ne contenant que deux épisodes adaptés de la VO (au lieu de cinq à sept épisodes). L'objectif est de pouvoir proposer aux lecteurs francophones plus rapidement les histoires de la Haute République qui font notamment écho aux récits des romans.  | Tome 3      | 22/09/2021         | L'attaque des Hutts | 5 et 6                                           |
| La Haute République (2021-En cours) Histoire prenant place 200 ans avant les événements de La Menace fantôme. Panini innove et propose des minis bandes dessinées ne contenant que deux épisodes adaptés de la VO (au lieu de cinq à sept épisodes). L'objectif est de pouvoir proposer aux lecteurs francophones plus rapidement les histoires de la Haute République qui font notamment écho aux récits des romans.  | Tome 4      | 08/12/2021         | Sith et ombres | 7 et 8                                           |
| La Citadelle Hurlante | Crossover   | 03/01/18           | Ce tome est un crossover entre les séries Star Wars (2015-2020) et Docteur Aphra (2017-2021).                                                                                             | 1 à 5                                            |
| Dark Vador – Le Seigneur Noir des Sith (2018-2019) Série complète en 4 tomes (2 seulement dans la version intégrale Deluxe) faisant suite directement à La Revanche des Sith. | Tome 1      | 04/07/18           | L’Élu | 1 à 6                                            |
| Dark Vador – Le Seigneur Noir des Sith (2018-2019) Série complète en 4 tomes (2 seulement dans la version intégrale Deluxe) faisant suite directement à La Revanche des Sith. | Tome 2      | 12/12/18           | Les Ténèbres Étouffent la Lumière + La Règle des Cinq | 1 à 4 + 1 à 2                                    |
| Dark Vador – Le Seigneur Noir des Sith (2018-2019) Série complète en 4 tomes (2 seulement dans la version intégrale Deluxe) faisant suite directement à La Revanche des Sith. | Tome 3      | 05/06/19           | Mers de Feu + Terrain Dangereux + Terreur Technologique + Annuel 2 | 1 à 5 + 1 + Annuel 2                             |
| Dark Vador – Le Seigneur Noir des Sith (2018-2019) Série complète en 4 tomes (2 seulement dans la version intégrale Deluxe) faisant suite directement à La Revanche des Sith. | Tome 4      | 06/11/19           | La Forteresse de Vador | 1 à 7                                            |
| Kanan (2015-2016) Série complète en 2 tomes, également disponible en un tome en version intégrale. On découvre le passé de Kanan Jarrus, padawan ayant survécu à l'ordre 66 et héros de la série animée Star Wars Rebels. | Tome 1      | 02/12/15           | Le Dernier Padawan | 1 à 6                                            |
| Kanan (2015-2016) Série complète en 2 tomes, également disponible en un tome en version intégrale. On découvre le passé de Kanan Jarrus, padawan ayant survécu à l'ordre 66 et héros de la série animée Star Wars Rebels. | Tome 2      | 15/06/16           | Premier Sang | 7 à 12                                           |
| Poe Dameron (2016-2019) Série complète en 6 tomes. | Tome 1      | 30/11/16           | L’Escadron Black + one-shots C-3PO et SaBBotage | 1 à 3 + 2 one-shots                              |
| Poe Dameron (2016-2019) Série complète en 6 tomes. | Tome 2      | 15/03/17           | Sous les Verrous + 1er épisode de La Tempête Approche | 4 à 7                                            |
| Poe Dameron (2016-2019) Série complète en 6 tomes. | Tome 3      | 13/09/17           | La Tempête Approche (sauf le 1er épisode) | 8 à 13                                           |
| Poe Dameron (2016-2019) Série complète en 6 tomes. | Tome 4      | 04/04/18           | Disparition d’une Légende + Histoire de Guerre + Annuel 1 | 14 à 19 + Annuel 1                               |
| Poe Dameron (2016-2019) Série complète en 6 tomes. | Tome 5      | 03/10/18           | La Légende Retrouvée | 20 à 25                                          |
| Poe Dameron (2016-2019) Série complète en 6 tomes. | Tome 6      | 09/05/19           | Le Réveil + Annuel 2 | 26 à 31 + Annuel 2                               |
| L’Ère de la République (2019) Série complète en 2 tomes. | Tome 1      | 04/09/19           | Les Héros (Qui-Gon Jinn, Obi-Wan Kenobi, Anakin Skywalker, Padmé Amidala) + L’Arme + 501 plus un                                                                                          | 4 one-shots + 1 numéro spécial                   |
| L’Ère de la République (2019) Série complète en 2 tomes. | Tome 2      | 09/10/19           | Les Vilains (Dark Maul, Jango Fett, Comte Dooku, Général Grievous) + Sisters | 4 one-shots + 1 numéro spécial                   |
| L’Ère de la Rébellion (2019-2020) Série complète en 2 tomes. | Tome 1      | 06/11/19           | Les Héros (Princesse Leia, Han Solo, Lando Calrissian, Luke Skywalker) + L’Épreuve de Dagobah + Valeur Volée                                                                              | 4 one-shots + 2 numéros spéciaux                 |
| L’Ère de la Rébellion (2019-2020) Série complète en 2 tomes. | Tome 2      | 08/01/20           | Les Vilains (Grand Moff Tarkin, Boba Fett, Jabba le Hutt, Dark Vador) + La Quête de la Perfection                                                                                         | 4 one-shots + 1 numéro spécial                   |
| L’Ère de la Résistance (2020) Série complète en 2 tomes. | Tome 1      | 12/02/20           | Les Héros (Finn, Poe Dameron, Rose, Rey) + Les Vauriens de Maz + La Passerelle + Résistance Robotique                                                                                     | 4 one-shots + 3 numéros spéciaux                 |
| L’Ère de la Résistance (2020) Série complète en 2 tomes. | Tome 2      | 11/03/20           | Les Vilains (Capitaine Phasma, Général Hux, Suprême Leader Snoke, Kylo Ren) | 4 one-shots                                      |
| Le Réveil de la Force | Tome unique | 15/02/17           | Ce tome est une adaptation du film Le Réveil de la Force de 2015. | 1 à 6                                            |
| Les Derniers Jedi | Tome unique | 02/01/19           | Ce tome est une adaptation du film Les Derniers Jedi de 2017. | 1 à 6                                            |
| Les Ruines de l’Empire | Tome unique | 02/12/15           | Ce tome intègre le Voyage vers Star Wars : Le Réveil de la Force, projet multimédia visant à introduire le film de 2015.                                                                  | 1 à 4                                            |
| Capitaine Phasma | Tome unique | 09/05/18           | La Survivante. Ce tome intègre le Voyage vers Star Wars : Les Derniers Jedi, projet multimédia visant à introduire le film de 2017.                                                       | 1 à 4                                            |
| Allégeance | Tome unique | 11/12/19           | Ce tome intègre le Voyage vers Star Wars : L’ Ascension de Skywalker, projet multimédia visant à introduire le film de 2019.                                                              | 1 à 4                                            |
| Solo : A Star Wars Story | Tome unique | 10/07/19           | Ce tome est une adaptation du film Solo : A Star Wars Story de 2018. | 1 à 7                                            |
| Rogue One : A Star Wars Story | Tome unique | 14/02/18           | Ce tome est une adaptation du film Rogue One : A Star Wars Story de 2016. | 1 à 6                                            |
| Han Solo | Tome unique | 15/02/17           | La Course du Vide du Dragon | 1 à 5                                            |
| Han Solo : Cadet Impérial | Tome unique | 14/08/19           | L'intrigue de ce tome se déroule pendant le film Solo : A Star Wars Story de 2018. | 1 à 5                                            |
| Lando | Tome unique | 06/01/16           | Le Casse du Siècle | 1 à 5                                            |
| Lando : Quitte ou double | Tome unique | 06/02/19           | | 1 à 5                                            |
| Princesse Leia | Tome unique | 04/11/15           | L’Héritage d’Aldorande | 1 à 5                                            |
| Chewbacca | Tome unique | 13/04/16           | Les Mines d’Andelm | 1 à 5                                            |
| Obi-Wan & Anakin | Tome unique | 24/08/16           | Réceptifs et Hermétiques | 1 à 5                                            |
| Dark Maul | Tome unique | 04/10/17           | Soif de Sang | 1 à 5                                            |
| Mace Windu | Tome unique | 20/06/18           | Jedi de la République | 1 à 5                                            |
| Thrawn | Tome unique | 07/11/18           | Le Protégé de l’Empereur. Ce tome est une adaptation du roman Thrawn de 2017. | 1 à 6                                            |
| TIE Fighter | Tome unique | 05/02/20           | | 1 à 5                                            |
| Star Wars Jedi : Fallen Order — Dark Temple | Tome unique | 10/06/20           | Ce tome sert de préquel au jeu vidéo Star Wars Jedi : Fallen Order de 2019. | 1 à 5                                            |
| Galaxy's Edge | Tome unique | 24/06/20           | Ce tome présente la nouvelle expérience Star Wars : Galaxy’s Edge proposée par les parcs à thèmes de la Walt Disney Parks and Resorts.                                                    | 1 à 5                                            |
| Vador — Sombres Visions | Tome unique | 05/08/20           | Ce tome est composé de plusieurs one-shots traitant du personnage de Dark Vador. | 1 à 5                                            |
| L’Ascension de Kylo Ren | Tome unique | 02/09/20           | | 1 à 4                                            |
| Cible Vador | Tome unique | 02/12/20           | | 1 à 6                                            |
| Les secrets de la galaxie | Tome unique | 13/01/21           | Rogue One : Besoin impérieux, Les Derniers Jedi : Les tempêtes de Crait, Les Derniers Jedi : Ennemi public numéro un, Beckett + C-3PO : Le membre fantôme                                 | 4 one-shots + 1 numéro spécial                   |
| Dark Maul — Fils de Dathomir | Tome unique | 16/03/22           | Ce tome s'inspire du scénario d'épisodes non produits de la saison Héritage de la série animée Star Wars : The Clone Wars. Il s'agit d'une réédition d'un comics déjà paru chez Delcourt. | 1 à 4                                            |
| War of the Bounty Hunters | Tome unique | 11/05/22           | | 1 à 6                                            |
| Crimson Reign | Tome unique | 04/01/23           | | 1 à 5                                            |
| Halcyon Legacy | Tome unique | 15/02/23           | | 1 à 5                                            |
| Obi-Wan | Tome unique | 03/05/23           | | 1 à 5                                            |
| Yoda | Tome unique | 22/11/23           | | 1 à 10                                           |
| Hidden Empire | Tome unique | 06/12/23           | | 1 à 5                                            |
| Sana Starros | Tome unique | 06/12/23           | | 1 à 5                                            |
| Dark Droids | Tome unique | 10/07/24           | | 1 à 5                                            |
| Darks Droids : D-Squad | Tome unique | 10/07/24           | | 1 à 4                                            |
| Obi-Wan Kenobi | Tome unique | 21/08/24           | Ce tome est une adaptation de la série du même nom de 2022. | 1 à 6                                            |
| Mace Windu | Tome unique | 04/12/24           | | 1 à 4                                            |
| Thrawn : Alliances | Tome unique | 04/12/24           | Ce tome est une adaptation du roman Alliances de 2018. | 1 à 4                                            |
| Jango Fett | Tome unique | 19/03/25           | Sur la piste de l'espoir perdu | 1 à 4                                            |

### Albums Delcourt par série

Éditions Delcourt

#### Delcourt Comics
| Titre de la série                      | N° du tome  | Parution en France | Nom du tome, contenu et notes                                                                                              | Épisodes |
| -------------------------------------- | ----------- | ------------------ | --- | -------- |
|                                        |             |                    | |          |
| Dark Maul - Fils de Dathomir           | Tome unique | 30/11/16           | Ce tome s'inspire du scénario d'épisodes non produits de la saison Héritage de la série animée Star Wars : The Clone Wars. | 1 à 4    |
| Star Wars : L'Arme du Jedi             | Tome unique | 13/06/18           | Ce tome est une adaptation du roman L'Arme du Jedi de 2015.                                                                | 1 à 4    |
| Star Wars : La Cavale du contrebandier | Tome unique | 27/02/19           | Ce tome est une adaptation du roman La Cavale du contrebandier de 2015.                                                    | 1 à 4    |

#### Albums destinés aux jeunes lecteurs
Depuis 2015, Delcourt édite en France des comics Star Wars. Ces récits à destination des jeunes lecteurs sont compris dans l'univers Canon (le contenu reconnu comme officiel par Lucasfilm).
Les épisodes de la série de comics Star Wars Rebels (2015-2019), qui est en lien avec la série animée du même nom furent publiés pour la première fois dans le Star Wars Rebels Magazine en alternance avec le Star Wars Magazine (tous deux édités en France par Panini Kids de 2015 à 2019) puis rassemblés quelque temps après sous forme d'albums grand format par Delcourt[réf. nécessaire].
La série de comics Star Wars Aventures (2019-2020) fut publiée à partir de 2017 par IDW Publishing aux États-Unis. Prévue au départ en France pour faire trente-deux épisodes principaux et quelques one-shots répartis en onze tomes, la série fut stoppée dès le troisième tome pour faire place à la série de comics Star Wars Nouvelles Aventures (2019-2020) qui comprend une partie des épisodes de la série précédente[réf. nécessaire]. La série Star Wars Nouvelles Aventures (2019-2020) fut elle aussi arrêtée au quatrième tome cette fois, Delcourt ne publiant plus de contenu Star Wars.
Les tomes des séries de comics Star Wars : Dark Vador : Les Contes du Château (2019-2020), Star Wars : Forces du Destin (en lien avec la série animée éponyme) et Star Wars : Le Vol du Faucon Millenium font également partie des bandes dessinées dites « jeunesse »[réf. nécessaire].
En plus de ces séries principales, Delcourt publie en France les adaptations « jeunesse » des films et des spin-offs[réf. nécessaire].
Ci-dessous la liste des différents albums parus depuis le mois de juin 2015 :
| Titre de la série                                                           | Parution en France | N° du tome  | Nom du tome, contenu et notes | Épisodes           |
| --------------------------------------------------------------------------- | ------------------ | ----------- | --- | ------------------ |
|                                                                             |                    |             | |                    |
| Star Wars Rebels (2015-2019) - Série complète en 12 tomes                   | 17/06/15           | Tome 1      | Course effrénée + Apprendre la patience + Le faux Jedi | 3 bandes dessinées |
| Star Wars Rebels (2015-2019) - Série complète en 12 tomes                   | 30/09/15           | Tome 2      | À la recherche de Kallus + Le retour des esclavagistes + Rester concentré | 3 bandes dessinées |
| Star Wars Rebels (2015-2019) - Série complète en 12 tomes                   | 16/03/16           | Tome 3      | Cargaison empoisonnée + La vision d'Ezra + Le point de vue du Sénat | 3 bandes dessinées |
| Star Wars Rebels (2015-2019) - Série complète en 12 tomes                   | 14/09/16           | Tome 4      | Une proie facile + L'évaluation + Aventure sous-marine | 3 bandes dessinées |
| Star Wars Rebels (2015-2019) - Série complète en 12 tomes                   | 11/01/17           | Tome 5      | Les secrets de Sienar + Pas de pitié ! + Faire son devoir | 3 bandes dessinées |
| Star Wars Rebels (2015-2019) - Série complète en 12 tomes                   | 03/05/17           | Tome 6      | Briser la glace + Zone vulnérable + Les cadets de l'Académie | 3 bandes dessinées |
| Star Wars Rebels (2015-2019) - Série complète en 12 tomes                   | 16/08/17           | Tome 7      | La grande évasion + Les gangsters de Galzez + Le vol du cochon-globe | 3 bandes dessinées |
| Star Wars Rebels (2015-2019) - Série complète en 12 tomes                   | 21/03/18           | Tome 8      | La cargaison de Thune + Toujours miser sur Chop + Une seconde chance | 3 bandes dessinées |
| Star Wars Rebels (2015-2019) - Série complète en 12 tomes                   | 16/08/18           | Tome 9      | La balade de 264 + Faire son devoir + Pas très prometteur | 3 bandes dessinées |
| Star Wars Rebels (2015-2019) - Série complète en 12 tomes                   | 02/01/19           | Tome 10     | Trop tard pour changer + À la hauteur de la tâche + Mauvaises fréquentations | 3 bandes dessinées |
| Star Wars Rebels (2015-2019) - Série complète en 12 tomes                   | 27/03/19           | Tome 11     | Hors piste + Pour vivre heureux, vivons cachés + Les fils du ciel | 3 bandes dessinées |
| Star Wars Rebels (2015-2019) - Série complète en 12 tomes                   | 25/09/19           | Tome 12     | Final Round + Pas très prometteur + Le cinquième, le dernier + Jamais loin derrière | 4 bandes dessinées |
|                                                                             |                    |             | |                    |
| Star Wars Aventures (2018-2019) - 3 tomes parus en France                   | 02/05/18           | Tome 1      | Star Wars Aventures 1 et 2 + Star Wars Aventures Ashcan | 1 à 2 + 1 one-shot |
| Star Wars Aventures (2018-2019) - 3 tomes parus en France                   | 05/09/18           | Tome 2      | Star Wars Aventures 3, 4 et 5 | 3 à 5              |
| Star Wars Aventures (2018-2019) - 3 tomes parus en France                   | 23/01/19           | Tome 3      | Star Wars Aventures 6, 7 et 8 | 6 à 8              |
|                                                                             |                    |             | |                    |
| Star Wars Nouvelles Aventures (2019-2020) - 4 tomes parus en France         | 28/08/19           | Tome 1      | Une si peu probable amitié + Le jour de congé de Chewie + Les œufs perdus de Livorno | 3 bandes dessinées |
| Star Wars Nouvelles Aventures (2019-2020) - 4 tomes parus en France         | 06/11/19           | Tome 2      | Intermission 1 et 2 + Histoires de l'Espace Sauvage : Affaire de famille 1 et 2 | 1 à 2 + 1 à 2      |
| Star Wars Nouvelles Aventures (2019-2020) - 4 tomes parus en France         | 29/01/20           | Tome 3      | Attention à vos manières ! + Le vaisseau fantôme | 2 bandes dessinées |
| Star Wars Nouvelles Aventures (2019-2020) - 4 tomes parus en France         | 27/05/20           | Tome 4      | Roger, Roger + Arnaque + Frime et république | 3 bandes dessinées |
|                                                                             |                    |             | |                    |
| Star Wars : Dark Vador : Les Contes du Château (2019-2020) - 2 tomes prévus | 30/10/19           | Tome 1      | "Tales from Vader's Castle 1: The Haunting of the Ghost" + "Tales from Vader's Castle 2: Count Dooku: Prince of Darkness!" + "Tales from Vader's Castle 3: The Briar Witch" + "Tales from Vader's Castle 4: Night of the Gorax" + "Tales from Vader's Castle 5: The Terror of Darth Vader"        | 1 à 5              |
| Star Wars : Dark Vador : Les Contes du Château (2019-2020) - 2 tomes prévus | 23/09/20           | Tome 2      | "Return to Vader's Castle 1: Beware the Horned Devil!" + "Return to Vader's Castle 2: The Curse of Tarkin" + "Return to Vader's Castle 3: Bop Sh-Bop, Little Sarlacc Horror" + "Return to Vader's Castle 4: Vault of the Living Brains" + "Return to Vader's Castle 5: Night of the Lava Zombies" | 1 à 5              |
|                                                                             |                    |             | |                    |
| Star Wars épisode I : La Menace Fantôme                                     | 16/08/16           | Tome unique | Ce tome est une adaptation jeunesse du film La Menace Fantôme de 1999. | 1 bande dessinée   |
| Star Wars épisode II : L' Attaque des Clones                                | 30/11/16           | Tome unique | Ce tome est une adaptation jeunesse du film L'Attaque des Clones de 2002. | 1 bande dessinée   |
| Star Wars épisode III : La Revanche des Sith                                | 12/05/17           | Tome unique | Ce tome est une adaptation jeunesse du film La Revanche des Sith de 2005. | 1 bande dessinée   |
| Star Wars épisode IV : Un Nouvel Espoir                                     | 02/09/15           | Tome unique | Ce tome est une adaptation jeunesse du film Un Nouvel Espoir de 1977. | 1 bande dessinée   |
| Star Wars épisode V : L'Empire contre attaque                               | 21/10/15           | Tome unique | Ce tome est une adaptation jeunesse du film L'Empire contre-attaque de 1980. | 1 bande dessinée   |
| Star Wars épisode VI : Le Retour du Jedi                                    | 16/12/15           | Tome unique | Ce tome est une adaptation jeunesse du film Le Retour du Jedi de 1983. | 1 bande dessinée   |
| Star Wars épisode VII : Le Réveil de la Force                               | 16/10/16           | Tome unique | Ce tome est une adaptation jeunesse du film Le Réveil de la Force de 2015. | 1 bande dessinée   |
| Star Wars épisode VIII : Les Derniers Jedi                                  | 21/11/18           | Tome unique | Ce tome est une adaptation jeunesse du film Les Derniers Jedi de 2017. | 1 bande dessinée   |
| Star Wars épisode IX : L'Ascension de Skywalker                             | 18/11/20           | Tome unique | Ce tome est une adaptation jeunesse du film L'Ascension de Skywalker de 2019. | 1 bande dessinée   |
|                                                                             |                    |             | |                    |
| Solo : A Star Wars Story                                                    | 02/05/19           | Tome unique | Ce tome est une adaptation jeunesse du film Solo : A Star Wars Story de 2018. | 1 bande dessinée   |
| Rogue One : A Star Wars Story                                               | 08/11/17           | Tome unique | Ce tome est une adaptation jeunesse du film Rogue One : A Star Wars Story de 2016. | 1 bande dessinée   |
|                                                                             |                    |             | |                    |
| Star Wars : Forces du Destin                                                | 07/11/18           | Tome unique | Ce tome fait le lien entre la série animée Forces du Destin et la série de comics Star Wars Aventures (2019-2020). | 1 à 5              |
| Star Wars : Le Vol du Faucon Millenium                                      | 04/03/20           | Tome unique | "Flight of the Falcon 1: Spy Games" + "Flight of the Falcon 2: The Planet of Misfit Droids" + "Flight of the Falcon 3: Home Again" + "Flight of the Falcon 4: Lady and the Tramp" + "Flight of the Falcon 5: Grand Theft Falcon" + Star Wars Aventures: "Flight of the Falcon"                    | 1 à 5 + 1 one-shot |

## Répartition chronologique des albums «Légendes»
Le point de référence (point zéro de la chronologie Star Wars) est la bataille de Yavin dans l'épisode IV de la saga. Après le nom de chaque album, figurent en petit le nom original de l'album et des informations sur les différentes éditions françaises.

### Période de l'ancienne République
- 25793
- L'Éveil de la Force (Dawn of the Jedi: Force Storm #1-5)

1. Février 2013, Delcourt.

- Le Prisonnier de Bogan (Dawn of the Jedi: The Prisoner of Bogan #1-5)

1. Août 2013, Delcourt.

- La Guerre de la Force (Dawn of the Jedi: Force War #1-5)

1. Septembre 2014, Delcourt.

- 5000
- L’Âge d’or des Sith (Tales of the Jedi: Golden Age of the Sith #0-5)

1. Janvier 1998, Dark Horse France.
2. Mars 2008, Delcourt.

- 4990
- La Chute des Sith (Tales of the Jedi: The Fall of the Sith Empire #1-5)

1. (sous le titre L’Empire des Sith). Janvier 1998, Dark Horse France.
2. Juin 2008, Delcourt.

- 3998
- Le Sacre de Freedon Nadd (Tales of the Jedi: Knights of the Old Republic #1-5 & Tales of the Jedi: The Freedon Nadd Uprising #1-2)

1. Novembre 2008, Delcourt.

- 3997
- Les Seigneurs des Sith (Tales of the Jedi: Dark Lords of the Sith #1-6)

1. Janvier 1996, Dark Horse France.
2. Février 2009, Delcourt.

- 3996
- La Guerre des Sith (Tales of the Jedi: The Sith War #1-6)

1. Janvier 1999, Dark Horse France.
2. Juillet 2009, Delcourt.

- 3986
- Rédemption[notes 1] (Tales of the Jedi: Redemption #1-5 + Shadows and Light in Tales #23)

1. Prépublication octobre 2007, Star Wars, la saga en BD no HS1 (Shadows and Light in Tales #23).
2. Décembre 2009, Delcourt.

- 3964
- Il y a bien longtemps (Knights of the Old Republic #0-6)

1. Prépublication janvier 2007, Star Wars, la saga en BD no 5 (Knights of the Old Republic #0).
2. Février 2007, Delcourt.
3. Version « Légendes », avril 2015, Delcourt.

- 3963
- Ultime Recours (Knights of the Old Republic #7-12)

1. Juin 2007, Delcourt.
2. Version « Légendes », mai 2015, Delcourt.

- Au cœur de la peur (Knights of the Old Republic #13-18)

1. Février 2008, Delcourt.
2. Version « Légendes », août 2015, Delcourt.

- L’Invasion de Taris (Knights of the Old Republic #19-24)

1. Août 2008, Delcourt.
2. Version « Légendes », décembre 2015, Delcourt.

- Vector 1 (Knights of the Old Republic #25-28)

1. Avril 2009, Delcourt.

- Sans pitié ! (Knights of the Old Republic #29-35)

1. Septembre 2009, Delcourt.

- Ambitions contrariées (Knights of the Old Republic #36-41)

1. Février 2010, Delcourt.

- La Destructrice (Knights of the Old Republic #42-46)

1. Mai 2010, Delcourt.

- Démon[notes 2] (Knights of the Old Republic #47-50 + Unseen unheard in Tales #24)

1. Prépublication novembre 2006, Star Wars, la saga en BD no 4 (Unseen unheard in Tales #24).
2. Décembre 2010, Delcourt.

- 3962
- Le Dernier Combat (Knights of the Old Republic - War #1-5)

1. Janvier 2013, Delcourt.

- 3678
- Le Sang de l'Empire (The Old Republic #4-6)

1. Septembre 2011, Delcourt.

- 3643
- Soleils perdus (The Old Republic #7-11)

1. Février 2012, Delcourt.

- 1032
- Ignition (Knight Errant #1-5)

1. Juin 2011, Delcourt.

- Déluge (Knight Errant - Deluge #1-5)

1. Mai 2012, Delcourt.

- Évasion (Knight Errant - Escape #1-5)

1. Mai 2013, Delcourt.

- 1000
- Dark Bane (Jedi versus Sith #1-6)

1. Décembre 2007, Delcourt.

### Période des premiers troubles
- 53
- Le Destin de Xanatos (Star Wars: Jedi—The Dark Side #1-5)

1. Décembre 2011, Delcourt.

- 38
- Qui-Gon et Obi-Wan (The Aurorient Express #1-2, Last Stand on Ord Mantell #1-3 & Life, Death, and the Living Force in Tales #1)

1. Juillet 2008, Delcourt.

- 33
- Ki-Adi-Mundi[notes 3] (Republic #1-6)

1. Prépublication septembre à novembre 1999, Star Wars Episode I, Panini et Delcourt.
2. Octobre 2011, Delcourt.

- Dark Maul[notes 4] (Darth Maul #1-4 & Old Wounds in Visionaries)

1. (sans Old Wounds). Mai 2003, Delcourt.
2. Version augmentée (Nouvelle couverture et nouvelle tranche). Novembre 2005, Delcourt.
3. Post publication juin 2008, Star Wars, la saga en BD HS 2 (Old Wounds).

- 32
- La Menace fantôme (The Phantom Menace #1-4)

1. Version roman photos en trois tomes. Mai 1999, Delcourt.
2. Version comic. Septembre 1999, Delcourt.
3. Version manga. Septembre 2000, Delcourt.
4. Version comic (nouvelle tranche). Mars 2006, Delcourt.
5. Avec les 6 autres épisodes en version intégrale. Octobre 2007, Delcourt.
6. Avec les 3 autres épisodes de la trilogie en version intégrale. Décembre 2012, Delcourt.
7. Version comic (nouvelle couverture). Novembre 2015, Delcourt.
8. Avec les 6 autres épisodes en version intégrale. Décembre 2015, Delcourt.

- Révélations (Episode I - Anakin Skywalker, Obi-Wan Kenobi, Queen Amidala, Qui-Gon Jinn & #1/2 Wizard Mag)

1. Prépublication septembre à novembre 1999, Star Wars Episode I, Panini et Delcourt.
2. Prépublication novembre 2009, Star Wars, la saga en BD 22 (Episode I - Queen Amidala).
3. Octobre 2011, Delcourt.

- La Ballade de Jango Fett[notes 5] (Jango Fett - Open Seasons #1-4 & The Way of the Warrior in Tales #18)

1. Prépublication novembre 2006, Star Wars, la saga en BD 4 (The Way of the Warrior in Tales #18).
2. Octobre 2009, Delcourt.

- 31
- Nomade (Nomad in Tales #21-24)

1. Octobre 2008, Delcourt.

- Mémoire obscure (Republic #19-22)

1. (sous le titre La Mémoire de Quinlan Vos). Novembre 2003, Delcourt.
2. (nouvelle couverture et nouvelle tranche). Mai 2006, Delcourt.
3. Avec les 3 autres albums en version intégrale. Juillet 2014, Delcourt.

- Au bout de l'infini (Republic #23-26)

1. Juin 2007, Delcourt.
2. Avec les 3 autres albums en version intégrale. Juillet 2014, Delcourt.

- 30
- Aurra Sing (Republic #28-31 & The Bounty Hunters: Aurra Sing)

1. Mars 2007, Delcourt.

- Ténèbres (Republic #32-35)

1. (sous le titre Quinlan Vos contre ses démons). Février 2004, Delcourt.
2. (nouvelle couverture et nouvelle tranche). Mai 2006, Delcourt.
3. Avec les 3 autres albums en version intégrale. Juillet 2014, Delcourt.

- La Guerre de Stark[notes 6] (Republic #36-39)

1. Mai 2006, Delcourt.

- 28
- Rite de passage (Republic #42-45)

1. Septembre 2004, Delcourt.
2. (nouvelle couverture et nouvelle tranche). Mai 2006, Delcourt.

- 27
- Jango Fett et Zam Wesell (Zam Wesell & Jango Fett)

1. Septembre 2002, Delcourt.
2. (nouvelle couverture et nouvelle tranche). Février 2006, Delcourt.

### Période de la guerre des clones
- 22
- L’Attaque des clones (Attack of the Clones #1-4)

1. Mai 2002, Delcourt.
2. (nouvelle tranche). Mars 2006, Delcourt.
3. Avec les 6 autres épisodes en version intégrale. Octobre 2007, Delcourt.
4. Avec les 3 autres épisodes de la trilogie en version intégrale. Décembre 2012, Delcourt.
5. Version comic (nouvelle couverture). Novembre 2015, Delcourt.
6. Avec les 6 autres épisodes en version intégrale. Décembre 2015, Delcourt.

- La Défense de Kamino (Republic #49-50 & Jedi: Mace Windu)

1. Avril 2004, Delcourt.
2. Version « Légendes », avril 2015, Delcourt.

- Victoire et Sacrifices (Republic #51-53 & Jedi: Shaak Ti)

1. Juin 2004, Delcourt.
2. Version « Légendes », mai 2015, Delcourt.

- Lumière et Ténèbres (Republic #54 et 63, Jedi: Aayla Secura & Jedi: Comte Dooku)

1. Octobre 2004, Delcourt.
2. Version « Légendes », août 2015, Delcourt.

- 21
- Dernier combat sur Jabiim (Republic #55-59)

1. Août 2004, Delcourt.
2. Version « Légendes », décembre 2015, Delcourt.

- Les Meilleures Lames (Republic #60-62 et 64 & Jedi: Yoda)

1. Janvier 2005, Delcourt.

- Démonstration de Force (Republic #65-68)

1. Juin 2005, Delcourt.

- 20
- Général Grievous (General Grievous #1-4)

1. Septembre 2005, Delcourt.

- Esclaves de la République[notes 7] (The Clone Wars #1-6)

1. Août 2009, Delcourt.

- Au service de la République (The Clone Wars #7-9 & Comic Book Day 2009)

1. Prépublication juin 2010, Star Wars - The Clone Wars Magazine 1 (Comic Book Day 2009).
2. Août 2010, Delcourt.

- Héros de la Confédération (The Clone Wars #10-12, Droids Deception & A Trooper's Tale)

1. Prépublication octobre 2010, Star Wars - The Clone Wars Magazine 2 (Droids Deception).
2. Prépublication janvier 2011, Star Wars - The Clone Wars Magazine 3 (A Trooper's Tale).
3. Mai 2011, Delcourt.

- Les Chasseurs de Sith (The Clone Wars: Strange Allies & The Clone Wars: The Sith Hunters)

1. Avril 2013, Delcourt.

- Dark Maul : Peine de mort (Darth Maul - Death Sentence #1-4)

1. Mars 2013, Delcourt.

- Le Temple perdu (The Clone Wars: The Enemy Within & The Clone Wars: Defenders of the Lost Temple)

1. Septembre 2013, Delcourt.

- Les Cuirassés de Rendili[notes 8] (Republic #69-71, A Jedi’s Weapon in Tales #12, Tides of Terror in Tales #14, Rather Darkness Visible in Tales #19 & Ghost in Tales #11)

1. Août 2005, Delcourt.

- Obsession (Obsession #1-5 & Free Comic Book Day 2005: Brothers in Arms)

1. Octobre 2005, Delcourt.

- Le Siège de Saleucami (Republic #72-77)

1. Décembre 2005, Delcourt.

### Période du premier Empire
- 19
- La Revanche des Sith (Revenge of the Sith #1-4)

1. Mai 2005, Delcourt.
2. (nouvelle tranche). Mars 2006, Delcourt.
3. Avec les 6 autres épisodes en version intégrale. Octobre 2007, Delcourt.
4. Avec les 3 autres épisodes de la trilogie en version intégrale. Décembre 2012, Delcourt.
5. Version comic (nouvelle couverture). Novembre 2015, Delcourt.
6. Avec les 6 autres épisodes en version intégrale. Décembre 2015, Delcourt.

- Épilogue (Republic #79-83 & Purge)

1. Juillet 2006, Delcourt.
2. Post publication juillet, septembre et novembre 2006, Star Wars, la saga en BD nos 2 à 4 (#79-80 + Purge).

- Purge (Purge[notes 9], Purge: Seconds to Die, Purge: The Hidden Blade & Purge: The Tyrant's Fist #1-2)

1. Pré-publication mai et novembre 2010, Star Wars, la saga en BD nos 25 et 28 (Purge: Seconds to Die et Purge: The Hidden Blade).
2. Pré-publication janvier 2014, Star Wars : Comics Magazine nos 7 (Purge: The Tyrant's Fist).
3. Avril 2015, Delcourt.

- L’Âge sombre (Dark Times #1-5)

1. Novembre 2007, Delcourt.

- Parallèles (Dark Times #6-10)

1. Octobre 2008, Delcourt.

- Vector 2 - Partie 1 (Dark Times #11-12)

1. Juin 2009, Delcourt.

- Blue Harvest (Dark Times #13-17 & 0)

1. Octobre 2010, Delcourt.

- Traversée du désert (Dark Times - Out of the Wilderness #1-5)

1. Juillet 2012, Delcourt.

- Mission fatale (Darth Vader and the Lost Command #1-5)

1. Août 2012, Delcourt.

- La Prison fantôme (Darth Vader and the Ghost Prison #1-5)

1. Octobre 2015, Delcourt.

- Feu sacré (Dark Times - Fire Carrier #1-5)

1. Octobre 2013, Delcourt.

- Le Neuvième Assassin (Darth Vader & the Ninth Assassin #1-5)

1. Mars 2014, Delcourt.

- Une lueur d'espoir (Dark Times - A Spark Remains #1-5)

1. Septembre 2014, Delcourt.

- 3
- Projet Éclipse (Agent of the Empire: Iron Eclipse #1-5)

1. Septembre 2012, Delcourt.

- Nouvelles Cibles (Agent of the Empire: Hard Targets #1-5)

1. Juillet 2013, Delcourt.

- 2
- Le Pouvoir de la Force (The Force Unleashed)

1. Septembre 2008, Delcourt.

- 1
- Le Pouvoir de la Force 2 (The Force Unleashed 2)

1. Novembre 2010, Delcourt.

- Dark Vador : Trahison (Empire #1-4)

1. Août 2010, Delcourt.

- Le Destin de Vador[notes 10] (Darth Vader: Extinction in Tales #1-2, Resurrection in Tales #9, Moment of Doubt in Tales #4 & Thank the Maker in Tales #6.)

1. Novembre 2005, Delcourt.

- Darklighter (Empire #8-9, 12 et 15)

1. Novembre 2006, Delcourt.

### Période de la rébellion contre l'Empire
0
- Un nouvel espoir (Star Wars #1-6)

1. Version comic. Octobre 1977, Super Héros, Lug.
2. Avec L’Empire contre-attaque. Juillet 1980, Lug.
3. Version roman photos en trois tomes. Janvier 1997, Quat'sous Publishing.
4. Version comic (nouveaux dessins). Février 1999, Delcourt.
5. Version manga en deux tomes. Novembre 1999 et janvier 2000, Delcourt.
6. Version comic (nouvelle couverture). Mai 2005, Delcourt.
7. Version comic (nouvelle tranche). Mars 2006, Delcourt.
8. Avec les 6 autres épisodes en version intégrale. Octobre 2007, Delcourt.
9. Version infinities. Octobre 2007, Delcourt.
10. Version manga en un tome. Février 2008, Delcourt.
11. Avec les 3 autres épisodes de la trilogie en version intégrale. Décembre 2013, Delcourt.
12. Version scénario originel. Novembre 2014, Delcourt.
13. Version jeunesse. Septembre 2015, Delcourt.
14. Version comic (nouvelle couverture). Novembre 2015, Delcourt.
15. Avec les 6 autres épisodes en version intégrale. Décembre 2015, Delcourt.

1
- Jusqu'au dernier (Empire #13 et 16-18)

1. Avril 2007, Delcourt.

- La Quête de Vador (Vader's Quest #1-4)

1. Janvier 2004, Delcourt.
2. (nouvelle couverture et nouvelle tranche). Février 2006, Delcourt.

- Dans l'ombre de Yavin[notes 11](Star Wars #1-6 et Free Comic Book Day 2013)

1. Novembre 2013, Delcourt.

- Haute Trahison (Star Wars #7-12)

1. Avril 2014, Delcourt.

- Princesse et Rebelle (Star Wars #15-18)

1. Octobre 2014, Delcourt.

- La Fin du chemin (Star Wars #13-14 et 19-20 & Free Comic Book Day 2012)

1. Mars 2015, Delcourt.

- Échos du passé[notes 12] (Empire #29-30 et 32-34)

1. Septembre 2007, Delcourt.

- Du mauvais côté (Empire #36-40 & Rebellion #0)

1. Janvier 2008, Delcourt.

- Mon frère, mon ennemi (Rebellion #1-5)

1. Avril 2008, Delcourt.

- Le Sacrifice d'Ahakista (Rebellion #6-10)

1. Novembre 2008, Delcourt.

- Petites Victoires (Rebellion #11-14)

1. Janvier 2009, Delcourt.

- Vector 2 - Partie 2 (Rebellion #15-16)

1. Juin 2009, Delcourt.

- Mondes infernaux[notes 13] (Classic Star Wars Devilworlds #1-2 & Tales from Mos-Eisley)

1. Prépublication octobre 2007 à mars 2010, Star Wars, la saga en BD nos 14 à 24 et HS1.
2. Février 2011, Delcourt.

2
- La Pierre de Kaiburr (Splinter of the Mind’s Eye #1-4)

1. Janvier 1996, Dark Horse France.
2. (Sous le titre Le Cristal de Kaiburr). Post publication janvier à juillet 2011, Star Wars, la saga en BD nos  29 à 32.

3
- L’Empire contre-attaque (Star Wars #39-44)

1. Version comic. Juillet 1980, Super Héros, Lug.
2. Avec Un nouvel espoir. Juillet 1980, Lug.
3. Version roman photos en trois tomes. Janvier 1997, Quat'sous Publishing.
4. Version comic. Avril 1999, Delcourt.
5. Version manga en deux tomes. Février et mars 2000, Delcourt.
6. Version comic (nouvelle couverture). Mai 2005, Delcourt.
7. Version comic (nouvelle tranche). Mars 2006, Delcourt.
8. Avec les 6 autres épisodes en version intégrale. Octobre 2007, Delcourt.
9. Version manga en un tome. Mars 2008, Delcourt.
10. Version infinities. Avril 2009, Delcourt.
11. Avec les 3 autres épisodes de la trilogie en version intégrale. Décembre 2013, Delcourt.
12. Version jeunesse. Octobre 2015, Delcourt.
13. Version comic (nouvelle couverture). Novembre 2015, Delcourt.
14. Avec les 6 autres épisodes en version intégrale. Décembre 2015, Delcourt.

- Les Ombres de l'Empire (Shadows of the Empire #1-5)

1. En deux tomes. Octobre et décembre 1996, Dark Horse France.
2. Septembre 2006, Delcourt.

4
- Le Retour du Jedi (Marvel Super Special #27)

1. Version comic. Juillet 1983, Top BD, Lug.
2. Version roman photos en trois tomes. Janvier 1997, Quat'sous Publishing.
3. Version comic. Juin 1999, Delcourt.
4. Version comic (nouvelle couverture). Mai 2005, Delcourt.
5. Version comic (nouvelle tranche). Mars 2006, Delcourt.
6. Version manga en deux tomes. Avril et mai 2000, Delcourt.
7. Avec les 6 autres épisodes en version intégrale. Octobre 2007, Delcourt.
8. Version manga en un tome. Avril 2008, Delcourt.
9. Version infinities. Avril 2010, Delcourt.
10. Avec les 3 autres épisodes de la trilogie en version intégrale. Décembre 2013, Delcourt.
11. Version jeunesse. Décembre 2015, Delcourt.
12. Version comic (nouvelle couverture). Novembre 2015, Delcourt.
13. Avec les 6 autres épisodes en version intégrale. Décembre 2015, Delcourt.

- Mara Jade (Mara Jade: by the Emperor’s Hand #1-6)

1. Février 2006, Delcourt.

- Rogue Leader (Rogue Leader #1-3, Lucky in Tales #23 & A Day in the Life in Tales #12.)

1. Juin 2006, Delcourt.

- Les Ombres de l'Empire : Evolution (Shadows of the Empire: Evolution #1-5)

1. En deux tomes. Juillet 1998, Dark Horse France.
2. Juin 2011, Delcourt.

5
- Opposition rebelle (X-Wing Rogue Squadron #1-4)

1. Août 2007, Delcourt.

- Le Dossier fantôme (X-Wing Rogue Squadron #5-8)

1. Janvier 1996, Dark Horse France.
2. Avril 2008, Delcourt.

- Bataille sur Tatooine[notes 14]  (X-Wing Rogue Squadron #9-12 & Special)

1. (Sous le titre Tatooine : champ de bataille). Juillet 1998, Dark Horse France.
2. Mars 2009, Delcourt.

- Princesse et Guerrière (X-Wing Rogue Squadron #13-16)

1. Novembre 2009, Delcourt.

- Requiem pour un pilote[notes 15]  (X-Wing Rogue Squadron #17-20 & 1/2)

1. Prépublication juillet 2007, Star Wars, la saga en BD 8 (X-Wing Rogue Squadron 1/2).
2. Avril 2010, Delcourt.

- Fidèle à l'Empire (X-Wing Rogue Squadron #21-24)

1. Septembre 2010, Delcourt.

- Dette de sang (X-Wing Rogue Squadron #25-27)

1. Avril 2011, Delcourt.

- Mascarade (X-Wing Rogue Squadron #28-31)

1. Novembre 2011, Delcourt.

- Fin de mission (X-Wing Rogue Squadron #32-35)

1. Mars 2012, Delcourt.

### Période de la nouvelle République
9
- L’Héritier de l'Empire (Heir of the Empire #1-6)

1. En trois tomes. Juillet 1995 et juillet 1996, Dark Horse France.
2. En deux tomes. Janvier et février 2002, Delcourt.
3. En deux tomes (nouvelle couverture). Décembre 2005, Delcourt.
4. Avec les 3 autres épisodes du Cycle de Thrawn en version intégrale. Juin 2012, Delcourt.

- La Bataille des Jedi (Dark Force Rising #1-6)

1. En trois tomes. Novembre 1997, janvier et juin 1998, Dark Horse France.
2. Avril 2005, Delcourt.
3. Avec les 3 autres épisodes du Cycle de Thrawn en version intégrale. Juin 2012, Delcourt.

- L’Ultime Commandement (The Last Command #1-6)

1. En deux tomes. Mars et mai 1999, Delcourt.
2. En deux tomes (nouvelle couverture). Avril 2005, Delcourt.
3. Avec les 3 autres épisodes du Cycle de Thrawn en version intégrale. Juin 2012, Delcourt.

10
- La Résurrection de l'empereur (Dark Empire #1-6)

1. (Sous le titre L’Empire des ténèbres). En deux tomes. Janvier 1995, Dark Horse France.
2. Janvier 2006, Delcourt.
3. Avec les 3 autres épisodes du L’Empire des ténèbres en version intégrale. Juin 2013, Delcourt.

- Le Destin de la galaxie (Dark Empire II #1-6)

1. (Sous le titre L’Empire des ténèbres). En deux tomes. Avril 1995 et juillet 1996, Dark Horse France.
2. (#1-4 seulement). Mars 2006, Delcourt.
3. Avec les 3 autres épisodes du L’Empire des ténèbres en version intégrale. Juin 2013, Delcourt.

- La Fin de l'Empire (Empire’s End #1-2)

1. (Sous le titre L’Empire des ténèbres). Octobre 1996, Dark Horse France.
2. (+ Dark Empire II #5-6). Juin 2006, Delcourt.
3. Avec les 3 autres épisodes du L’Empire des ténèbres en version intégrale. Juin 2013, Delcourt.

11
- Boba Fett : Mort et Destruction (Boba Fett: Bounty on Bar-Kooda & Boba Fett: When the Fat Lady Swings & Boba Fett: Murder Most Foul)

1. En deux tomes. Janvier et novembre 1997, Dark Horse France.
2. Avril 2006, Delcourt.

- Trahison (Crimson Empire #1-6)

1. (Sous le titre L’Empire écarlate). En trois tomes. août 1998, Dark Horse France.
2. Septembre 2006, Delcourt.
3. Avec les 3 autres albums en version intégrale. Décembre 2014, Delcourt.

- Héritage (Crimson Empire II #1-6)

1. Octobre 2006, Delcourt.
2. Avec les 3 autres albums en version intégrale. Décembre 2014, Delcourt.

12
- Jedi Academy (Jedi Academy: Leviathan #1-4)

1. Décembre 2006, Delcourt.

13
- L'Empire perdu (Crimson empire - Empire Lost #1-6)

1. Novembre 2012, Delcourt.
2. Avec les 3 autres albums en version intégrale. Décembre 2014, Delcourt.

20
- Union (Union #1-4)

1. Janvier 2007, Delcourt.

25
- Chewbacca (Chewbacca #1-4)

1. Février 2007, Delcourt.

- Réfugiés (Invasion #0-5)

1. Mars 2010, Delcourt.

- Rescapés (Invasion #6-11)

1. Mars 2011, Delcourt.

- Vérités (Invasion #12-16)

1. Avril 2012, Delcourt.

### Période du second Empire
137
- Anéanti (Legacy #1-3 et 5-7)

1. Juillet 2007, Delcourt.
2. Version « Légendes », avril 2015, Delcourt.

- Question de confiance (Legacy #8-13)

1. Octobre 2007, Delcourt.
2. Version « Légendes », mai 2015, Delcourt.

- Les Griffes du dragon (Legacy #14-19)

1. Juin 2008, Delcourt.
2. Version « Légendes », août 2015, Delcourt.

- Indomptable (Legacy #20-22 et 27)

1. Décembre 2008, Delcourt.
2. Version « Légendes », décembre 2015, Delcourt.

- Loyauté (Legacy #23-26 et 4)

1. Prépublication juillet 2008, Star Wars, la saga en BD no 14 (Legacy 4).
2. Mai 2009, Delcourt.

- Vector 3 (Legacy #28-31)

1. Août 2009, Delcourt.

- Renégat (Legacy #32-36)

1. Janvier 2010, Delcourt.

- Tatooine (Legacy #37-41)

1. Juin 2010, Delcourt.

- Monstre (Legacy #42-46)

1. Novembre 2010, Delcourt.

- Le Destin de Cade (Legacy #47-50)

1. Janvier 2011, Delcourt.

- Guerre totale (Legacy war #1-6)

1. Août 2011, Delcourt.

138
- Terreur sur Carreras (Legacy II: Prisoner of the Floating World #1-5)

1. Janvier 2014, Delcourt.

- La Voie de la liberté (Legacy II: Outcasts of the Broken Ring #6-10)

1. Mai 2014, Delcourt.

139
- Fugitive (Legacy II: Wanted: Ania Solo #11-15)

1. Mars 2015, Delcourt.

- Un unique empire (Legacy II: Empire of One #16-18)

1. Juillet 2015, Delcourt.

## Publications en français

### Anciens éditeurs français

#### Lug
La toute première bande dessinée dérivée de Star Wars est l'adaptation du premier film ; elle est lancée par Marvel concomitamment à la sortie de celui-ci au cinéma en 1977. Sa réalisation débute alors que le film est encore en phase de production et les auteurs ne disposent que de quelques photos et d'un synopsis non définitif. De ce fait, on observe dans le comics quelques éléments qui n'ont pas été conservés à l'écran comme la présence d'un Jabba humanoïde dans l'épisode IV.
Les six premiers numéros contiennent l'adaptation proprement dite, puis la série propose des histoires inédites. La série comprend cent sept numéros et trois hors série. Elle prend fin en septembre 1986.
La série a été en grande partie traduite en France dans par la maison d'éditions Lug dans Titans nos 18 à 95 . L'éditeur n'a pas repris toutes les couvertures originales confiant la réalisation de certaines à l'artiste français Jean Frisano. Lug n'a pas publié la fin de la série.
Parallèlement aux sorties kiosques, Lug a édité trois albums brochés La Guerre des étoiles (par Roy Thomas et Howard Chaykin), L’Empire contre-attaque (par Archie Goodwin, Al Williamson et Carlos Garzon) et Le Retour du Jedi (par Archie Goodwin, Al Williamson et Carlos Garzon).
À partir de 2010, pour le compte des éditions Atlas, Delcourt réédite l'ensemble des comics Marvel dans les quatre-vingt numéros du magazine Star Wars Comics Collector. En 2014, Delcourt réédite cette série en album sous le titre Star Wars Classic.

#### Dark Horse France
En 1991, les éditions Dark Horse reprennent la licence laissée à l'abandon par Marvel en 1986. Elles se consacrent au développement de l’univers étendu de Star Wars, en adaptant notamment les romans de Timothy Zahn ou en créant de nombreuses séries originales. Cet éditeur est spécialisé dans les mini-séries et c'est ce format qui est choisi pour les comics Star Wars.
En France, c'est la maison d'édition Dark Horse France qui publie les traductions des comics en albums grand format à partir de 1995. Cette société était une filiale de la société Cryo Interactive. En 1998, Dark Horse France est vendue à la maison d'édition Soleil Productions. En 1999, elle perd la licence Star Wars au profit de la maison d'édition Delcourt.
Une grande majorité des premières séries Star Wars de Dark Horse ont été éditées en France par Dark Horse France. Ont été édités quatre volumes de la série Légendes des Jedi (par Kevin J. Anderson et al.), le récit complet La Pierre de Kaiburr (par Terry Austin et Chris Sprouse), deux volumes de la série Les Ombres de l’Empire (John Wagner, Kilian Plunkett et P. Craig Russell), deux volumes de la série Les Ombres de l’Empire - Évolution (Steve Perry et Ron Randall), deux volumes de la série X-Wing Rogue Squadron (par Michael A. Stackpole et al.), trois volumes de L’Héritier de l'Empire (par Mike Baron, Olivier Vatine et Fred Blanchard), trois volumes de La Bataille des Jedi (par Mike Baron, Terry Dodson et Kevin Nowlan), cinq volumes de L’Empire des ténèbres (par Tom Veitch, Cam Kennedy et Jim Baikie), deux volumes de Boba Fett (par John Wagner et Cam Kennedy) et trois volumes de L’Empire écarlate (par Mike Richardson, Randy Stradley et al.).
Tous les récits de Dark Horse France ont été réédités par Delcourt soit en album soit dans le magazine Star Wars, la saga en BD.

#### Panini
En septembre 1999, lors de la sortie de l'épisode I au cinéma, Delcourt, qui ne s'est pas encore lancé dans la publication presse, s'associe au label « Génération Comics » de Panini pour coéditer trois fascicules vendus en kiosque. Ces revues présentent des aventures inédites des principaux personnages du film : Obi-Wan Kenobi, Anakin Skywalker et Qui-Gon Jinn. Deux histoires sur le Jedi Ki-Adi-Mundi sont également présentes. L'intégralité de ces bandes dessinées seront reprises ultérieurement dans les albums Episode I - Révélations (2012) et Jedi 8 - Ki-Adi Mundi (2011).

### Albums Delcourt par série[13]
En 1999, la maison d'édition Delcourt récupère la licence Star Wars. Elle continue les traductions dans des albums au format comic book dans la collection « Contrebande ». En 2006, elle lance en plus un magazine entièrement consacré à Star Wars : Star Wars, la saga en BD.
Les séries sont classées par ordre de création et selon le récapitulatif présent en page deux de chaque album. Pour plus d'informations, voir l'article consacré à chaque série.
Il est inscrit entre parenthèses la date d'édition originale des comics.

#### Les Films en BD
Adaptation des six films en bande dessinée.
1. Episode I - La Menace fantôme (1999)
2. Episode I - Révélations (1999)
3. Episode II - L’Attaque des clones (2002)
4. Episode III - La Revanche des Sith (2005)
5. Episode IV - Un nouvel espoir (1997)
6. Episode V - L’Empire contre-attaque (1980-1981)
7. Episode VI - Le Retour du Jedi (1983-1984)
8. Intégrale (1980-2005)
9. Intégrale première trilogie (1999-2002)
10. Intégrale seconde trilogie (1980-1997)

#### Le cycle de Thrawn
Des aventures adaptant les romans de Timothy Zahn, situés neuf années après l'épisode VI.
1. L’Héritier de l'Empire (1995)
2. L’Héritier de l'Empire 2 (1996)
3. La Bataille des Jedi (1997)
4. L’Ultime Commandement (1997)
5. L’Ultime Commandement 2 (1997-1998)
6. Intégrale (1995-1998)

#### Le côté obscur
Les plus grands méchants de la saga dans des aventures complètes.
1. Jango Fett et Zam Wesell (2002)
2. Dark Maul (2000 & 2005)
3. La Quête de Vador (1999)
4. Général Grievous (2005)
5. Le Destin de Vador (1999-2001)
6. Mara Jade (1998)
7. Boba Fett : Mort et Destruction (1995-1997)
8. Aurra Sing (1999 & 2001)
9. Dark Bane (2001)
10. La Ballade de Jango Fett (2002)
11. Dark Vador : Trahison (2002-2003)
12. Dark Vador : Mission fatale (2011)
13. Dark Maul : Peine de mort (2012)
14. Dark Vador : Le Neuvième Assassin (2013)
15. Dark Maul : Le Fils de Dathomir (2016)

#### Jedi
Des aventures complètes consacrées aux plus grands chevaliers Jedi.
1. Mémoire obscure (2000)
2. Ténèbres (2001)
3. Rite de passage (2002)
4. La Guerre de Stark (2001-2002)
5. Au bout de l'infini (2000-2001)
6. Qui-Gon et Obi-Wan (1999-2002)
7. Nomade (2004-2005)
8. Ki-Adi-Mundi (1998-1999)
9. Intégrale Quinlan Vos 1 (2000-2001)[notes 16]
10. Intégrale Quinlan Vos 2 (2001-2003)[notes 17]

#### Clone Wars
Des aventures complètes qui se situent entre les épisodes II et III.
1. La Défense de Kamino (2003)
2. Victoire et Sacrifices (2003)
3. Dernier combat sur Jabiim (2003)
4. Lumière et Ténèbres (2003)
5. Les Meilleures Lames (2004)
6. Démonstration de Force (2004)
7. Les Cuirassés de Rendili (2002 & 2004)
8. Obsession (2004-2005)
9. Le Siège de Saleucami (2004-2005)
10. Épilogue (2005-2006)

#### L’Empire des ténèbres
Des aventures situées dix années après l'épisode VI dont le thème principal est la résurrection de l'empereur Palpatine à travers des clones.
1. La Résurrection de l'empereur (1991-1992)
2. Le Destin de la galaxie (1994-1995)
3. La Fin de l'Empire (1995)
4. Intégrale (1991-1995)

#### X-Wing Rogue Squadron
Des aventures complètes mettant en scène les pilotes de l'Alliance rebelle.
1. Rogue Leader (2002 & 2005)
2. Darklighter (2003)
3. Opposition rebelle (1995)
4. Le Dossier fantôme (1996)
5. Bataille sur Tatooine (1995-1996)
6. Princesse et Guerrière (1996-1997)
7. Requiem pour un pilote (1997)
8. Fidèle à l'Empire (1997)
9. Dette de sang (1997-1998)
10. Mascarade (1998)
11. Fin de mission (1998)

#### L’Empire écarlate
Des aventures complètes situées onze ans après l'épisode VI.
1. Trahison (1997-1998)
2. Héritage (1998-1999)
3. L'Empire perdu (2011-2012)
4. Intégrale (1997-2012)

#### Les Ombres de l'Empire
Deux récits complets situés entre les épisodes V et VI.
1. Les Ombres de l'Empire (1996)
2. Évolution (1998)
3. Intégrale (2019)

#### Nouvelle République
Des aventures complètes situées une douzaine d'années et au-delà après l'épisode VI.
1. Jedi Academy (1998-1999)
2. Union (1999-2000)
3. Chewbacca (2000)

#### Chevaliers de l'ancienne République
Des aventures situées près de quatre mille ans avant Un nouvel espoir.
1. Il y a bien longtemps… (2006)
2. Ultime Recours (2006-2007)
3. Au cœur de la peur (2007)
4. L’Invasion de Taris (2007)
5. Sans pitié ! (2008)
6. Ambitions contrariées (2009)
7. La Destructrice (2009)
8. Démon (2005 & 2009-2010)
9. Le Dernier Combat (2012)

#### Rébellion
Des aventures situées juste après l'épisode IV.
1. Jusqu'au dernier (2003-2004)
2. Échos du passé (2005)
3. Du mauvais côté (2005-2006)
4. Mon frère, mon ennemi (2006)
5. Le Sacrifice d'Ahakista (2007)
6. Petites Victoires (2008)

#### Legacy
Le futur de la saga, près de cent quarante ans après l'épisode VI.
1. Anéanti (2006)
2. Question de confiance (2007)
3. Les Griffes du dragon (2007-2008)
4. Indomptable (2008)
5. Loyauté (2006-2008)
6. Renégat (2009)
7. Tatooine (2009)
8. Monstre (2009-2010)
9. Le Destin de Cade (2010)
10. Guerre totale (2010-2011)

#### Infinities
Des récits alternatifs des épisodes IV, V et VI.
1. Un nouvel espoir (2001)
2. L’Empire contre-attaque (2002)
3. Le Retour du Jedi (2003-2004)
4. Hors-Série : Mondes infernaux[notes 18] (1981-1982 & 1995)

#### Dark Times
Des aventures situées juste après Clone Wars.
1. L’Âge sombre (2006-2007)
2. Parallèles (2007-2008)
3. Blue Harvest (2009-2010)
4. Traversée du désert (2011-2012)
5. Feu sacré (2013)
6. Une lueur d'espoir (2013)

#### La Légende des Jedi
Des récits fondateurs situés près de cinq mille ans avant Un nouvel espoir.
1. L’Âge d'or des Sith (1996-1997)
2. La Chute des Sith (1997)
3. Le Sacre de Freedon Nadd (1993-1994)
4. Les Seigneurs des Sith (1994-1995)
5. La Guerre des Sith (1995-1996)
6. Rédemption (1998 & 2005)

#### Le Pouvoir de la Force
Deux récits complets situés juste après l'épisode III.
1. Le Pouvoir de la Force (2008)
2. Le Pouvoir de la Force 2 (2010)

#### Vector
Un crossover à travers les trois époques clés de la saga.
1. Vector 1 (2008)
2. Vector 2 (2008)
3. Vector 3 (2008)

#### The Clone Wars Mission
Des aventures complètes inspirées par la série animée Star Wars: The Clone Wars.
1. Esclaves de la République (2008-2009)
2. Au service de la République (2009)
3. Héros de la Confédération (2009-2010)
4. Les Chasseurs de Sith (2011-2012)
5. Le Temple perdu (2012-2013)

#### Invasion
La menace Sith repoussée, les Yuuzhan Vong attaquent la Nouvelle République.
1. Réfugiés (2009)
2. Rescapés (2010)
3. Vérités (2011)

#### Chevalier errant
Des aventures situées près de mille ans avant Un nouvel espoir.
1. Ignition (2010-2011)
2. Déluge (2011)
3. Évasion (2012)

#### The Old Republic
Des aventures situées près de trois mille six cents ans avant Un nouvel espoir.
1. Le Sang de l’Empire (2010)
2. Soleils perdus (2011)

#### L’Ordre Jedi
La jeunesse de Qui-Gon Jinn environ cinquante ans avant Un nouvel espoir.
1. Le Destin de Xanatos (2011)
2. Actes de guerre (2016)
3. Outlander (2017)
4. Emissaires à Malastare (2017)

#### Agent de l'Empire
Les aventures de Jahan Cross, agent spécial de services secrets de l'Empire, situées près de trois ans avant Un nouvel espoir.
1. Projet Éclipse (2011-2012)
2. Nouvelles Cibles (2012-2013)

#### La Genèse des Jedi
La naissance de l'Ordre Jedi, située environ trente-six mille quatre cent cinquante-trois ans avant Un nouvel espoir.
1. L'Éveil de la Force (2012)
2. Le Prisonnier de Bogan (2012-2013)
3. La Guerre de la Force (2014)

#### Star Wars
Des aventures se déroulant juste après Un nouvel espoir.
1. Dans l'ombre de Yavin (2013)
2. Haute Trahison (2013)
3. Princesse et Rebelle (2014)
4. La Fin du chemin (2012-2014)

#### Legacy II
Le futur de la saga, près de cent quarante ans après l'épisode VI.
1. Terreur sur Carreras (2013)
2. La Voie de la liberté (2013)
3. Fugitive (2014)
4. Un unique empire (2014)

#### La Guerre des étoiles
D'après le scénario originel de George Lucas.
1. La Guerre des étoiles (2013-2014)

#### Dark Vador
Histoires centrées sur le grand méchant de la saga.
1. La Purge Jedi (2005-2013)
2. La Prison fantôme (2012)
3. Terreur dans les ténèbres (2016)
4. La Cible (2016)

### Albums jeunesse Delcourt
Parallèlement à la publication d'albums tout public, Delcourt édite plusieurs séries de petits ouvrages destinées à la jeunesse. Ces aventures courtes ne sont pas canoniques par rapport au reste de la saga. Elles peuvent être lues séparément et dans le désordre.

#### Clone Wars Episodes
Des aventures complètes inspirées par le dessin animé Star Wars: Clone Wars.
1. Heavy metal Jedi (2004)
2. L’Aventure des Jedi (2004)
3. Un Jedi pour une bataille (2005)
4. À vos ordres ! (2005)
5. Jedi en danger (2006)
6. La Chute des Jedi (2006)
7. Jedi sans peur (2007)
8. Tueurs de Jedi (2007)
9. Pas d'issue pour les Jedi (2007)
10. Jedi, clones et droïdes (2007)

#### The Clone Wars Aventures
Des aventures complètes inspirées par la série d'animation Star Wars: The Clone Wars.
1. Les Chantiers de la destruction (2008)
2. Point d'impact (2008)
3. Les Cavaliers de Taloraan (2009)
4. Le Colosse de Simocadia (2009)
5. L’Étreinte de Shon-Ju (2010)
6. Le Destructeur d'étoiles (2011)

#### The Clone WarsBD
Collection d'albums jeunesse grand format autour de Star Wars: The Clone Wars.
1. Coup de main sur Maarka (2012)
2. Traqués ! (2013)
3. La Planète des fauves (2013)
4. Attaque nocturne (2013)

#### RebelsBD
Collection d'albums jeunesse grand format autour de Star Wars Rebels.
1. 1 (2015)
2. 2 (2015)

1. ↑  La seconde histoire de l'album, De l'ombre à la lumière se situe en - 3993, soit trois ans après La Guerre des Sith.
2. ↑  La seconde histoire de l'album, Echos de Katarr se situe en - 3952, soit dix ans après Démon.
3. ↑  La seconde histoire de l'album, Le Serment de justice se déroule en -67.
4. ↑  Blessures anciennes, la seconde histoire de l'album se situe durant la « Troisième année d'occupation impériale » donc en -17.
5. ↑  La seconde histoire de l'album, La Voie du guerrier se situe un an avant la bataille de Géonosis soit en -23.
6. ↑  L'histoire de cet album se déroule en l'an -30, quelques heures après la fin de l'album Ténèbres. Cependant les personnages reviennent (à partir de nombreux flash-back) sur des évènements intervenus quatorze ans plus tôt, en l'an -44.
7. ↑  Les séries The Clone Wars décrivent une nouvelle version de la Guerre des clones totalement différente de la série Clone Wars. Cependant, si on ne prend pas en compte le fait qu'Anakin Skywalker a déjà une balafre dans la série The Clone Wars, on peut placer les albums Esclaves de la République, Au service de la République et Héros de la République juste avant Les Cuirassés de Rendili.
8. ↑  La seconde histoire de l'album, L’Arme d'un Jedi se situe peu de temps avant la Guerre des clones, sans doute en -23. Les troisième et quatrième histoires Vagues de terreur et La lumière au milieu des ténèbres se situent respectivement « plusieurs mois » et « quinze mois après la bataille de Géonosis » soit en -21. La cinquième histoire Fantômes du passé se situe entre les épisodes cinématographiques III & IV. Han Solo a plus ou moins 15 ans. On peut donc la dater de -14.
9. ↑  Histoire déjà présente dans l'album Épilogue.
10. ↑  Cet album est constitué de quatre histoires indépendantes : les deux principales se déroulent en l'an -1 ; les deux plus courtes se déroulent en l'an 3 pendant les événements décrits dans L’Empire contre-attaque.
11. ↑  L'histoire principale se déroule 2 mois après la bataille de Yavin. La seconde histoire de l'album se situe en l'an -1.
12. ↑  L'histoire se déroule 7 mois après la bataille de Yavin.
13. ↑  Cet album est constitué de dix histoires indépendantes : sept se déroulent en l'an 1 ; l'histoire Le Vol du Faucon raconte le vol du Faucon Millenium par Lando et Han en l'an -5. L'histoire Si j'avais un cœur se déroule peu avant la mort de Greedo. On peut la situer en l'an -1. L'histoire La Rouille ne dors jamais se passe alors que « Luke et ses amis sont en train d'assiéger le flanc ouest de l'Empire ». On peut donc dire qu'elle se déroule pendant l'année 5.
14. ↑  La seconde histoire de l'album, Bataille sur Tandarkin se situe après la bataille d'Endor et avant l'album Rogue Leader. On peut donc la dater de l'an 4.
15. ↑  La seconde histoire de l'album, Quelques jours avant la destruction de l’Étoile Noire… se situe comme son nom l'indique en l'an -1.
16. ↑  L'intégrale reprend en plus d'albums de la collection Jedi, les deux histoires courtes Pacte avec un démon et Mauvaises Affaires et l'histoire courte Fantôme du passé déjà publiée dans l'album Les Cuirassés de Rendili.
17. ↑  L'intégrale reprend en plus d'albums de la collection Jedi, les deux histoires courtes La Version devaronienne et Cœur de feu et l'histoire courte Jedi Aayla Secura déjà publiée dans l'album Lumière et Ténèbres.
18. ↑  Certaines des histoires de ce recueil sont parfois considérées comme non canoniques.